# David Urreta
David Urreta (Buenos Aires, 7 de agosto de 1974) es un político, abogado y dirigente deportivo argentino que se desempeñó en el cargo de presidente de la Asociación Deportiva Atenasdesde el 28 de abril de 2023 al 4 de septiembre de 2024.Actualmente se desempeña como presidente de la Lotería de Córdoba.Es miembro activo del Consejo de Partidos Políticos de la provincia de Córdoba.

## Biografía
David Urreta nació el 7 de agosto de 1974 en San Martín, Buenos Aires y se trasladó posteriormente a Córdoba en su juventud. Además de su título de abogado y procurador, cuenta con una maestría en Estudios Políticos Aplicados del Instituto Iberoamericano de Gobierno y Política Pública de Madrid, España. Como profesional del derecho, Urreta ha ejercido como abogado laboralista de forma independiente desde el año 2007.    
Ha participado en la política de la provincia de Córdoba como miembro del Concejo de Partidos Políticos. Además, entre los años 2015 y 2019, ocupó el cargo de concejal, siendo su puesto el de vicepresidente 3.º del Concejo Deliberante de la ciudad de Córdoba y presidente de la Comisión de Deportes del Concejo Deliberante. 

#### Subsecretario de Integración Regional y Relaciones Internacionales
A partir de diciembre de 2019, ocupó el cargo de subsecretario en la Secretaría de Integración Regional y Relaciones Internacionales de la Provincia de Córdoba. Su trabajo abarcó tanto el ámbito de las relaciones internacionales como el de las relaciones interprovinciales.
Promovió y profundizó el desarrollo de políticas bilaterales entre el País Vasco y el Gobierno de la Provincia de Córdoba, que suscribió con visitas oficiales para promover instituciones de colaboración en materia de competitividad del cual surgió la Agencia Competitividad Córdoba en el año 2023. En ese marco también promovió y profundizó las relaciones bilaterales entre Córdoba y el gobierno de Galicia, el cual se formalizó con una visita oficial del gobierno de Córdoba a Galicia y se firmó el primer hermanamiento entre Camino de Santiago de Compostela y el Camino del Cura Brochero en el cual se transmite y se gestiona un intercambio de buenas experiencias en las políticas públicas de peregrinación.
Además, en su enfoque internacional y en la búsqueda de nuevos mercados, promovió un acuerdo con el Instituto Confucio de la Universidad Nacional de Córdoba (UNC) para fomentar la enseñanza del idioma chino mandarín en la Universidad Provincial de Córdoba (UPC), orientado a las Tecnicaturas Universitarias en Gastronomía y Hotelería, y en la Universidad Católica de Córdoba (UCC), para el desarrollo de maestrías dirigidas a jóvenes empresarios y funcionarios públicos.
En el ejercicio de su cargo y con una visión regional, impulsó la armonización legislativa entre Córdoba, Entre Ríos y Santa Fe y el desarrollo de una matriz de oferta exportable entre las tres provincias, a los fines de promover unificadamente una política de exportación.
A su vez, promovió el fortalecimiento del Corredor Bioceánico, un proyecto destinado a reducir los costos logísticos y fomentar las exportaciones de Córdoba. Esta iniciativa integra el sector público, privado y académico para facilitar el acceso al Pacífico y aprovechar los mercados asiáticos, que constituyen una parte significativa de las exportaciones cordobesas. Se enfocó en una estrategia de planificación y control integral, similar a un "tablero de comando", proporcionando una visión global y coordinada de todas las acciones y decisiones necesarias para el éxito del programa.

### Presidente de la Lotería de Córdoba
El 10 de diciembre de 2023, fue elegido en asamblea como presidente del Directorio de la Lotería de Córdoba. Durante su mandato, ha enfatizado la importancia de conducir a la institución hacia un enfoque social y digital, impulsando iniciativas destinadas a encontrar soluciones para modernizar áreas como gestión, logística, costos y desarrollo de productos.

### Presidente Asociación Deportiva Atenas
La influencia de David Urreta en el ámbito deportivo se extiende a través de su familia. Su hermano ocupó el cargo de presidente del club All Boys de Córdoba, donde Urreta también desempeñó funciones directivas.
En abril de 2023, Urreta fue elegido presidente de la Asociación Deportiva Atenas durante una asamblea general ordinaria. Sucedió a Felipe Lábaque, quien actualmente ejerce como vicepresidente primero. En ese momento, el equipo de básquet disputaba los playoffs por la permanencia en la Liga Nacional contra San Lorenzo. Con una trayectoria previa como socio y abogado de la institución, Urreta llegó en un momento crucial para el club, tras el descenso del equipo a la Liga Argentina.
Además, bajo su liderazgo, estableció nuevas asociaciones y acuerdos de patrocinio, como el acuerdo con el club Talleres, con el objetivo de mejorar las estrategias comerciales y de marketing del club.    
Urreta realizó un acuerdo con la Secretaría de Adolescencia, Niñez y Familia (SeNAF) para que niños, niñas y adolescentes residentes de sus distintos centros socioeducativos de la provincia de Córdoba, realicen actividades físicas y deportivas en las instalaciones del club Atenas. Asimismo, firmó convenios con organizaciones relacionadas con diversas discapacidades, como la Fundación Down Is Up, para que niños con síndrome de Down puedan practicar deportes en dicha institución.
Durante su administración, inauguró "La Casita", un alojamiento destinado a los basquetbolistas del club que provienen del interior de la provincia de Córdoba y de otras provincias argentinas, que no disponen de lugar para instalarse.
Además, durante su gestión, se destacó la inauguración del moderno Estadio Estructuras Pretensa - Atenas, un recinto con capacidad para 3500 personas, ampliable a 6000 para eventos artísticos.

#### Torneo nacional disputado
Bajo la dirección de Urreta, Atenas logró ascender a la Liga Nacional de Básquet tras una temporada en la Liga Argentina.
- Campeón La Liga Argentina Asociación Deportiva Atenas: 2023-24.